# 大同戰鬥 (北洋政府時期)
大同戰鬥發生於1926年5月16日－8月20日，地點則是在中國晉北。是北洋政府時期內戰之一，交戰兩方為晉軍閻錫山及國民軍宋哲元。